# Abdelmajid Bourebbou
Abdelmajid Bourebbou (arabisch عبد المجيد بوربو; * 16. März 1951 in Arris, Algerien) ist ein ehemaliger algerischer Fußballspieler, der seine gesamte Karriere bei französischen Vereinen verbrachte, international aber für sein Heimatland auflief.

## Vereinskarriere
Bourrebou wuchs in Algerien auf, verbrachte seine spätere Jugend nach der Unabhängigkeit seines Heimatlandes 1962 hingegen in der nordfranzösischen Normandie. Dort begann er bei der US Quevilly seine Karriere, als er 1970 mit 19 Jahren in die Zweitligamannschaft aufgenommen wurde. Allerdings kam er in den folgenden zwei Jahren nicht über fünf Einsätze hinaus, sodass er Quevilly den Rücken kehrte und im Nachbarklub FC Rouen einen anderen Arbeitgeber in der zweiten Liga fand. Bei Rouen schaffte er auf Anhieb den Sprung in die Stammelf und erzielte wettbewerbsübergreifend 15 Tore. Im Anschluss waren es zuerst Verletzungen und dann die Zugänge Armando Bianchi und Daniel Horlaville, die den Algerier wieder aus dieser Position verdrängten. Anschließend war es der deutsche Spieler Erich Maas, der sein Vorankommen blockierte, obwohl er in seinen wenigen Einsätzen verhältnismäßig viele Tore schoss. 
Im Verlauf der Spielzeit 1976/77 schaffte Bourebbou die Rückkehr in die erste Elf und erzielte darüber hinaus 17 Tore, mit denen er zum Aufstieg in die höchste französische Spielklasse zum Saisonende hin betrug. Zwar behielt er im Anschluss an den Aufstieg seine Rolle als Stammspieler, doch konnte er nicht mehr als vier Saisontore beisteuern und so den Abstieg als Tabellenletzter nicht verhindern.
Trotz allem verblieb der Spieler in der ersten Liga, als er 1978 im Stade Laval einen neuen Arbeitgeber fand. Mit dem Team trat er den Abstiegskampf an, war aber erneut als Stammspieler gesetzt, auch wenn er seine Erfolge vor dem Tor aus der zweiten Liga nicht fortsetzen konnte. Nach zwei Spielzeiten als Stammspieler, in denen er je sechsmal getroffen hatte, wurde er 1980 zum Joker degradiert. Diese Rolle behielt er bei, bis er 1983 mit 32 Jahren nach 126 Erstligapartien mit 20 Toren und 108 Zweitligapartien mit 48 Toren seine Laufbahn beendete. Später kehrte er nach Algerien zurück.

## Nationalmannschaft
Zu einem Zeitpunkt, als er bei Laval einen Ersatzspieler darstellte und sich das Ende seiner Karriere bereits andeutete, wurde Bourebbou 1982 in die algerische Nationalelf berufen, um bei einem 1:1 gegen Peru am 25. April mit 31 Jahren für diese zu debütieren. Wenig später wurde er für die Weltmeisterschaft 1982 berücksichtigt. Im Verlauf des Turniers lief er im letzten Gruppenspiel gegen Chile auf, wobei er in der 31. Minute ausgewechselt wurde; das Spiel stellte bedingt durch die Schande von Gijón zugleich das letzte Turnierspiel der Algerier dar. Für Bourebbou war es das letzte von drei offiziellen Länderspielen, in denen er ohne Torerfolg blieb. Hinzu kommen sieben inoffizielle Spiele gegen Vereinsmannschaften.